# Dope Stars Inc.
Dope Stars Inc. est un groupe de rock industriel italien, au visuel plutôt gothique, fondé le 8 mai 2003 par Victor Love, Darin Yevonde, Grace Khold et Brian Wolfram. Leur style musical va de l'EBM au metal industriel.

## Biographie

### Débuts (2003–2005)
Au début de 2003, Victor Love fait la rencontre du graphiste Grace Khold à Rome, en Italie. Grace présente Love à Darin Yevonde, qui souhaitait former un groupe avec Khold. Yevonde et Khold demandent à Love de chanter pour leur groupe, ce qu'il accepte. Love retourne en Finlande, pays dans lequel le metal a une grande influence sur lui. En 2009, Love cite s'inspirer principalement des groupes finlandais Hanoi Rocks et HIM. Dope Stars Inc. découvre peu après  Brian Wolfram et tous les quatre commencent à écrire un EP démo. La démo, intitulée 10,000 Watts of Artificial Pleasure, est auto-produite et publiée en novembre 2003. Dope Stars Inc. signe ensuite au label Trisol Music Group et commence à travailler sur son premier album.
En 2005, le groupe publie son premier album, ://Neuromance, peu avant leur deuxième album. ://Neuromance est publié en format digipack double CD qui comprend 31 chansons. Quelques pistes sont issues de 10,000 Watts of Artificial Pleasure, et s'accompagnent de chansons originales. Peu après, le groupe est récompensé dans la catégorie de « nouveau venu de l'année » par les magazines Orkus et Sonic Seducer.

### Gigahearts(2005–2008)
Après la sortie de ://Neuromance, le groupe travaille sur un deuxième EP, qui est publié un an plus tard comme album. L'EP, Make a Star, comprend moins de chansons que leur premier EP et comprend principalement des remixes de leur chanson éponyme, Make a Star. Les remixes font participer L'âme Immortelle, Samsas Traum et The Birthday Massacre. Plus tard en 2005, le groupe remixe la chanson Dead Is the New Alive d'Emilie Autumn sous le titre Dead Is the New Alive (Manipulator Mix by Dope Stars Inc.). La chanson est incluse dans la bande-son du film Saw IV. Le groupe remixe la deuxième chanson d'Autumn, Liar, sous le titre Liar (Machine Mix by Dope Stars Inc.). Ces deux remixes sont inclus dans l'EP Liar/Dead Is the New Alive d'Autumn, publié en 2007.
Après la sortie de Make a Star, Dope Stars Inc. commence à travailler sur un deuxième album. En 2006, Gigahearts est publié, également au label Trisol Music Group. Peu après, le groupe participe au M'era Luna Festival en 2006 avec près de 40 autres groupes. Un single issu de Gigahearts, intitulé Beatcrusher, est inclus dans la bande-son du film Saw IV. Grâce à cette apparition, le groupe se popularise encore plus. Il s'agit aussi de leur troisième participation à un film de la série Saw, la première étant avec la chanson Make a Star (sur Saw II), et la deuxième avec Getting Closer (sur Saw III). Ils effectuent une apparition à l'avant-première du film Saw III à Munich, et jouent au Infest Festival avec des groupes comme Apoptygma Berzerk, Caustic, Faderhead, et Synnack.

### 21st Century Slave(2008–2010)
Le troisième album des Dope Stars est un EP produit pendant deux ans. Le 24 avril 2009, Le groupe publie son troisième EP, Criminal Intents/Morning Star. Plutôt que de le publier chez Trisol Music Group, leur label depuis 2003, le groupe le publie au label Subsound. Leur chanson Lost est remixée à la fin de 2009 par The LoveCrave sous le titre Lost (Remix for Dope Stars Inc.).
Pour leur troisième album, le groupe utilise les services de Trisol Music Group pour le publier le 21 juillet 2009. L'album, 21st Century Slave, est le mieux accueilli en date. L'album est d'abord publié en Europe, puis en Amérique du Nord et en Australie. Les versions italienne et européenne de l'album comprennent une pochette et une liste de paroles. La version nord-américaine est publiée sous format jewel case avec un manuel exclusif de 16 pages. Toutes les versions sont publiées en juillet 2009. Après cette sortie, l'album est bien accueilli par la presse, notamment par le magazine Sphere.

### Ultrawired(2010–2014)
Le groupe annonce un autre album courant 2010. Plutôt que d'utiliser à nouveau la boite à rythmes dans leurs albums et pendant leurs performances, le groupe prévoit d'engager un batteur. Le 7 juillet 2010, le groupe ouvre le A.Live Rock Festival à Barletta avec  Extrema et Skid Row.
Au début de 2011, le groupe publie le single Banksters en ligne, accompagné d'une pochette et d'un remix du groupe Angelspit. En mars 2011, le groupe annonce le titre de leur quatrième album, Ultrawired. Pour sa sortie, ils décident de quitter leur label et de le publier en téléchargement gratuit.

### Terapunk(depuis 2014)
Le 12 avril 2014, Victor Love annonce sur Facebook la sortie d'un nouvel album. La chanson Take it est publiée le 11 septembre sur Soundcloud, suivie par Many Thanks et It's Going to Rain for You. En décembre 2014, l'album Terapunk est annoncé par Victor Love et prévu pour 2015. Les téléchargements payants sont annoncés le 13 février 2015. Le groupe signe avec Distortion Productions pour la version physique nord-américaine de l'album publiée le 10 mars 2015. La version européenne est annoncée le 27 février au label Subsound Records. En août 2014, Dope Stars prend part au M'era Luna pour la deuxième fois

## Membres

### Membres actuels
- Victor Love - chant, guitare, claviers, boite à rythmes, production (depuis 2003)
- Fabrice La Nuit - guitare (depuis 2007)
- Darin Yevonde - basse (depuis 2007)
- Ash Rexy - claviers
- Mark Mad Honey - batterie

### Anciens membres
- Alex Vega - guitare (2005-2007)
- Grace Khold - claviers live (2003-2006)
- Brian Wolfram - guitare (2003-2005)

## Discographie

### Albums studio
- 2005 : Neuromance
- 2006 : Gigahearts
- 2009 : 21st Century Slave
- 2011 : Ultrawired

### EP
- 2003 : 10.000 Watts of Artificial Pleasures
- 2006 : Make a Star
- 2009 : Criminal Intensts / Morning Star